# دوغلاس إكس-3 ستيليتو
دوغلاس إك-3 ستيليتو (بالإنجليزية: Douglas X-3 Stiletto)‏ هي طائرة نفاثة تجريبية أنتجت في الولايات المتحدة. من صناعة شركة دوغلاس للطائرات. كانت تستخدم بشكل أساسي من قبل القوات الجوية الأمريكية. كان أول طيران لها في 15 أكتوبر 1952. انتهت خدمتها في 23 مايو 1956. صنع منها 1 طائرة.